# Ozarba chionoperas
Ozarba chionoperas là một loài bướm đêm trong họ Noctuidae.